# أوتو فون بسمارك
أوتو فون بسمارك (بالألمانية: Otto von Bismarck) (1 أبريل 1815 – 30 يوليو 1898) هو سياسي ورجل دولة ألماني، شغل منصب رئيس وزراء مملكة بروسيا بين عامي 1862 و1890، وأشرف على توحيد الولايات الألمانية وتأسيس الإمبراطورية الألمانية أو ما يسمى بـ «الرايخ الألماني الثاني»، وأصبح أول مستشار لها بعد قيامها في عام 1871، حتى عزله فيلهلم الثاني عام 1890، ولدوره الهام خلال مستشاريته للرايخ الألماني أثرت أفكاره على السياسة الداخلية والخارجية لألمانيا في نهاية القرن التاسع عشر، لذا عرف بسمارك بلقب «المستشار الحديدي».
في عام 1862، عيّن الملك فيلهلم الأول بسمارك رئيسًا للوزراء في بروسيا. في هذه الفترة شنَّ بسمارك ثلاثة حروب قصيرة وحاسمة لصالح بروسيا ضد كل من الدنمارك والنمسا وفرنسا. بعد الانتصار على النمسا ألغى بسمارك الاتحاد الألماني، وأنشأ بدلاً عنه الاتحاد الألماني الشمالي كأول دولة قومية ألمانية في عام 1867، وأصبح بسمارك المستشار الفيدرالي لهذا الاتحاد. في 1870، أقدم إمبراطور فرنسا نابليون الثالث على إعلان الحرب ضد بروسيا. وهو ما دفع ولايات جنوب ألمانيا إلى الوقوف إلى جانب بروسيا. وقد تمكنت الأخيرة من الإنتصار على فرنسا في معركة سيدان. وقام بسمارك بعد الانتصار في الحرب بإلغاء الاتحاد الألماني الشمالي وأسس الرايخ الألماني في عام 1871، تم الإعلان رسميا عن تأسيس الرايخ الألماني في قصر فرساي قرب باريس. ويرى الكثيرون من المؤرخين أن اختيار هذه المكان شكل استفزازا للمشاعر الفرنسية وساهم في تغذية العداء التاريخي بين فرنسا وألمانيا. وبموجب دستور الدولة الجديدة أصبح ملك بروسيا فيلهيلم الأول قيصرا للرايخ الألماني. أما بسمارك فقد تولى بصفته رئيس وزراء بروسيا منصب مستشار الرايخ الألماني ووزير خارجية بروسيا. وهو منصب احتفظ به حتى عام 1890. وتم إستبعاد النمسا من الاتحاد لأنها كانت الخصم الرئيسي لبروسيا والتي كانت تحاول الهيمنة على الولايات الألمانية الصغيرة.
بعد عام 1871، استخدم بسمارك استراتيجة توازن القوى بكل مهارة للحفاظ على ما حققته القيصرية الألمانية من مكاسب في أوروبا، بالإضافة إلى إحلال السلام للحيلولة دون إثارة حرب تتمكن فرنسا فيها بعد إيجاد حلفاء لها من استعادة مقاطعتي الألزاس واللورين. وسعى بسمارك إلى عزل فرنسا عن بقية الدول الأوروبية وبالذات عن النمسا وروسيا كي لا يضطر لاحقا إلى خوض حرب على جبهتين اثنتين مع روسيا من جهة وفرنسا من جهة أخرى. كان بسمارك يأمل في الوقت ذاته في أن تحقق ألمانيا تطورا ونموا في فترة السلام هذه، لذا فقد عمل على توقيع معاهدات سلام معقدة ومتداخلة مع روسيا وإمبراطورية النمسا والمجر عام 1873.
أما في السياسة الداخلية فقد عمل بسمارك على تأسيس دولة رفاهة، ويعتبر هو أول مؤسس دولة رفاهة في العصر الحديث. وكان الهدف منها الوقوف بوجه تغلغل الأفكار الاشتراكية والراديكالية وسط الحركة العمالية، فحسن أوضاع العمال المعيشية واعتمد نظام متطور للتأمينات الاجتماعية. وتحالف بسمارك مع اللبراليين ضد الكنيسة الكثاوليكية بسبب اعتقاده أن الكنيسة الكاثوليكية تحوز سلطة سياسية أكبر مما ينبغي فرغب بالحد من تأثيرها في ألمانيا. لذلك بدأ بحملة ضد الكنيسة الكاثوليكية عرفت بـ«الحرب الثقافية» فألغى القسم الكاثوليكي في وزارة الثقافة البروسية، وطرد اليسوعيين من ألمانيا في عام 1872، ودعم الكنائس المعادية للكاثوليكية. وأصدر قوانين سمحت للحكومة بالاشراف على تعليم رجال الدين، وقللت من سلطات الكنيسة الكاثوليكية لكن هذه الحملة ضاعفت من قوة الحزب المركزي الكاثوليكي لذلك تخلى بسمارك عن حربه الثقافية وأنهى التحالف مع اللبراليين. ثم تحالف مع حزب الوسط الكاثوليكي لمحاربة الاشتراكيين. ولم يكن بسمارك يثق بالديموقراطية لذلك حكم من خلال مجموعة من النخبة الإقطاعيين الذي كان يطلق عليهم في بروسيا «يونكر» وكانوا يتصفون بالقوة والتدريب الجيد على السلطة. ومجمل القول أن بسمارك كان يسيطر إلى حد كبير على الشؤون الداخلية والخارجية. في عام 1888، توفي فيلهلم الأول ليخلفه على عرش ألمانيا ابنه المريض فريدرش والذي توفي بدوره بعد 99 يوما فقط من اعتلائه العرش ليمهد الطريق لابنه فيلهلم الثاني الذي توج قيصرا للرايخ الألماني. ومنذ البداية حاول فيلهلم الثاني الحد من نفوذ أوتو فون بسمارك ما أدى إلى تفاقم الخلافات بينهما ووصولها إلى نقطة اللاعودة. وقد تكللت هذه التطورات في 18 مارس 1890، بتنحي بسمارك عن جميع مناصبه وكان بسمارك حينها في عمر يناهز الخامسة والسبعين.
بعد وفاته، اتخذه القوميون الألمان بطلهم القومي، كما أشاد المؤرخون بدوره كرجل دولة ساهم في الوحدة الألمانية، واستخدم سياسة توازن القوى للحفاظ على السلام في أوروبا في سبعينيات وثمانينيات القرن التاسع عشر.

## النشأة

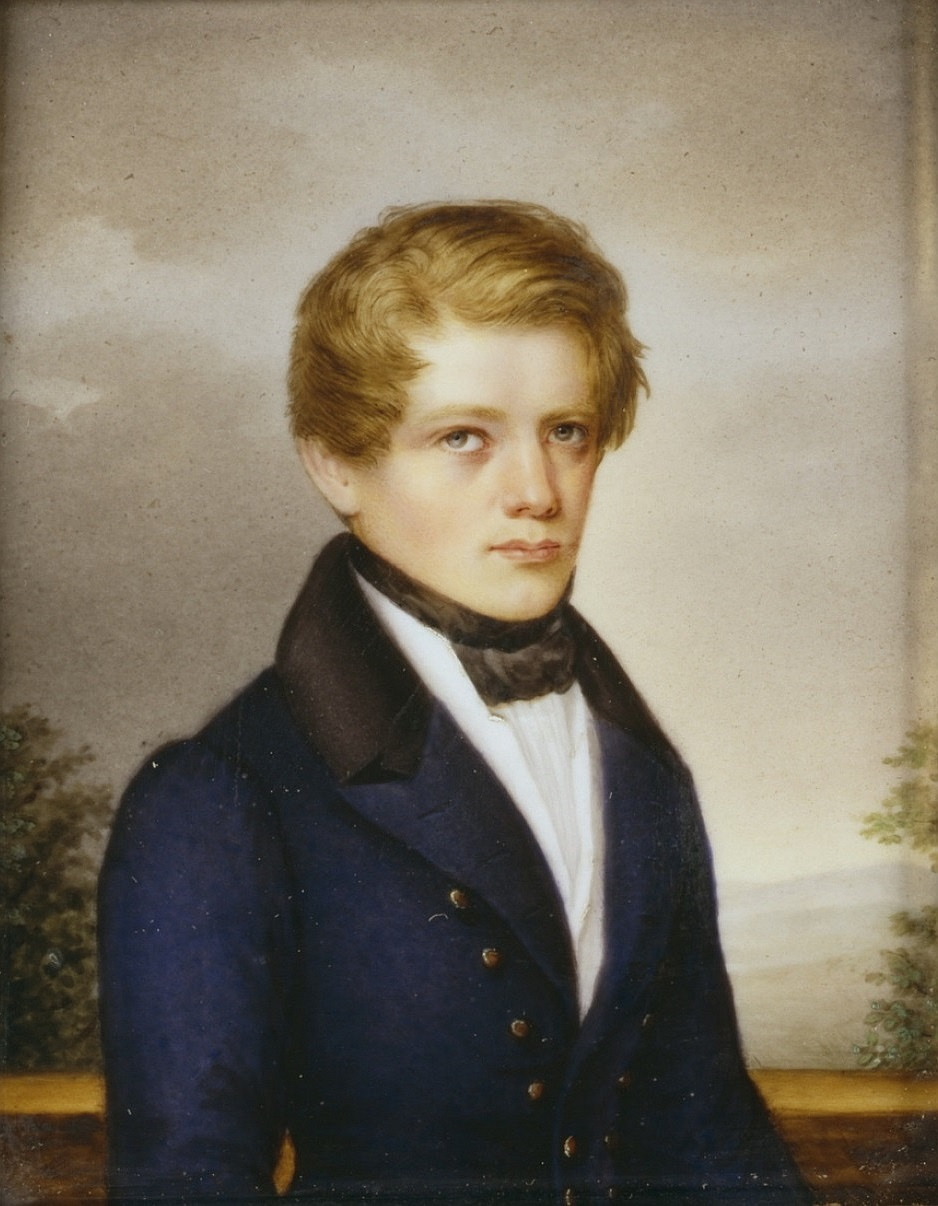
بسمارك عام 1833، في سِن 21.

وُلد بسمارك في 1 أبريل 1815 في شونهاوسن، وهي منطقة تمتلكها عائلته الثرية غرب برلين في مقاطعة ساكسونيا في مملكة بروسيا. كان والده فيلهلم فرديناند فون بسمارك (1771- 1845) يونكر وضابط سابق في الجيش البروسي.وكانت والدته فيلهلمينه لويزه مينكن (1789- 1839) التي تزوجها والده في بوتسدام عام 1806، ابنة أحد كبار المسؤولين الحكوميين في برلين وتنتمي إلى عائلة ساكسونية متوسطة. وكان لبسمارك أخ وأخت: أخوه الأكبر بيرنهارد (1810-1893) وشقيقته الصغرى مالوين (1827-1908). ينظر العالم لبسمارك على أنه يونكر، وهي الصورة التي شجعها بارتداء الزي العسكري. كان بسمارك مثقفًا وعالميًا. كما كان يتحدث خمس لغات فإلى جانب الألمانية، كان يتحدث اللغة الإنجليزية والفرنسية والإيطالية والبولندية والروسية.
تلقى بسمارك تعليمه في مدرسة يوهان ارنست بلامان الابتدائية، ومدارس فريدريش فيلهلم وجراوس كلوستر الثانوية. من 1832 إلى 1833، درس القانون في جامعة غوتنغن، حيث كان عضوًا في فيلق هانوفر، ثم التحق بجامعة برلين (1833–3535). وفي عام 1838، درس الزراعة في جامعة غرايفسفالت في غوتنغن. وعلى الرغم من أن بسمارك كان يطمح إلى أن يصبح دبلوماسيا، إلا أنه بدأ تدريبه العملي كمحامي في آخن وبوتسدام، تزوج بسمارك من يوهانا فون بوتكامر (1824- 1894) والتي تنحدر من عائلة نبيلة في عام 1847. وكان الاثنان يعتنقان اللوثرية التقوية. وقد أنجبى ثلاثة أطفال وهم: ماري (1847)، هربرت (1849)، وفيلهلم (1852).

## بداية حياته السياسية
في العام الذي تزوج فيه بسمارك اختير ليكون نائبا في المجلس التشريعي الجديد «مجلس الشورى الموحد». وهناك اكتسب شهرة كمناصر للملكية وكسياسي محنك. وكان يدافع في كل مناسبة عن فكرة أن الملك لديه الحق الإلهي في الوجود.
وحين اندلعت الثورة في بروسيا في مارس 1848 وكانت هذه الثورة إحدى الثورات الشعبية التي اجتاحت أوروبا في ذلك العام، وكادت الثورة أن تسقط الملك فريدرش فيلهلم الرابع. ورغم أنه رفض في البداية اللجوء إلى القوة العسكرية لقمع المتمردين وإخماد نيران الثورة، إلا أنه قرر في النهاية استخدامها لإنهاء الثورة قبل استفحالها. وبعد نجاحه في إخمادها وجه وعوده إلى الحركة الليبرالية بإقرار دستور يعترف بوحدة الشعب الألماني وحقه في إنشاء دولة متحدة، وعين أحد الليبراليين وهو لودولف كام، رئيسا لوزراء بروسيا، في محاولة منه لاكتساب بعض الشعبية. غير أن الحركة الليبرالية التي قادت الثورة ما لبثت أن ضعفت في أقل من عام بسبب تنافسهم الداخلي، فعاد المحافظون إلى الحكم مرة أخرى، حين نجحوا في اكتساب دعم الملك. ورغم أن الدستور أقر إلا أنه لم يف بالمطالب الدنيا للثوريين.
وفي سنة 1849 انتخب بسمارك لعضوية مجلس الشورى، وهو أحد غرفتي المجلس التشريعي البروسي. وفي هذه المرحلة من حياته السياسية كان بسمارك يعارض الوحدة الألمانية بحجة ان بروسيا سوف تفقد استقلالها في ذلك الاتحاد. وقد قبل تعيينه كأحد النواب في برلمان إرفورت، وهو برلمان اجتمعت فيه عدة إمارات ألمانية لمناقشة مشروع الوحدة الألمانية، إلا ان البرلمان فشل في صياغة هذا المشروع لغياب دعم أهم مملكتين ألمانيتين وهما بروسيا والنمسا.
وفي سنة 1851 عينه فريدريش فيلهلم مبعوثا إلى مجلس الاتحاد الألماني في فرانكفورت. وقد تميزت فترة الثماني سنوات التي قضاها في فرانكفورت بتغيرات هامة في آرائه السياسية. فقد تخلص من تأثير أصدقائه المحافظين، وأصبح أكثرا اعتدالا سياسيا. وأصبح يؤمن بأن بروسيا يجب أن تتحد مع الإمارات الألمانية الأخرى لمواجهة خط النفوذ النمساوي المتزايد، وهكذا ترسخ لديه الإيمان بأمة ألمانية متحدة.
في عام 1858 أصيب الملك فريدريش فيلهلم بصدمة تسببت له بالشلل والعجز العقلي، فتولى أخوه الأمير فيلهلم الوصاية على العرش وتولي إدارة شؤون الحكم في مملكة بروسيا. وما لبث فيلهلم أن عينه سفيرا لبروسيا في الإمبراطورية الروسية. وكان تلك نقطة هامة في حياة بسمارك السياسية، حيث كانت روسيا أحد أهم جارتين سياسيتين لبروسيا (وكانت الأخرى هي النمسا). وقد عين الأمير فيلهلم الوصي على العرش، هيلموت فون مولتكه رئيسا جديدا للأركان في الجيش البروسي، وألبريشت فون رون وزيرا للحرب وأوكل إليه مهمة إعادة تنظيم الجيش. وكان هؤلاء الثلاثة هم من ساهموا في تحول بروسيا في السنوات الإثني عشرة التالية.
بقي بسمارك في سانت بطرسبورج لأربع سنوات، ربطت الصداقة خلالها بينه وبين الأمير جورتشاكوف، الذي سيكون خصمه في المستقبل. وفي يونيو 1862 أرسل إلى باريس ليكون سفيرا لبروسيا في فرنسا. وبرغم بقاءه الطويل خارج ألمانيا إلا انه لم ينفصل تماما عن الشؤون الداخلية الألمانية، فقد ظل على اطلاع كامل بسبب صداقته مع رون وزير الحرب، وقد شكل الاثنان حلفا سياسيا قويا.

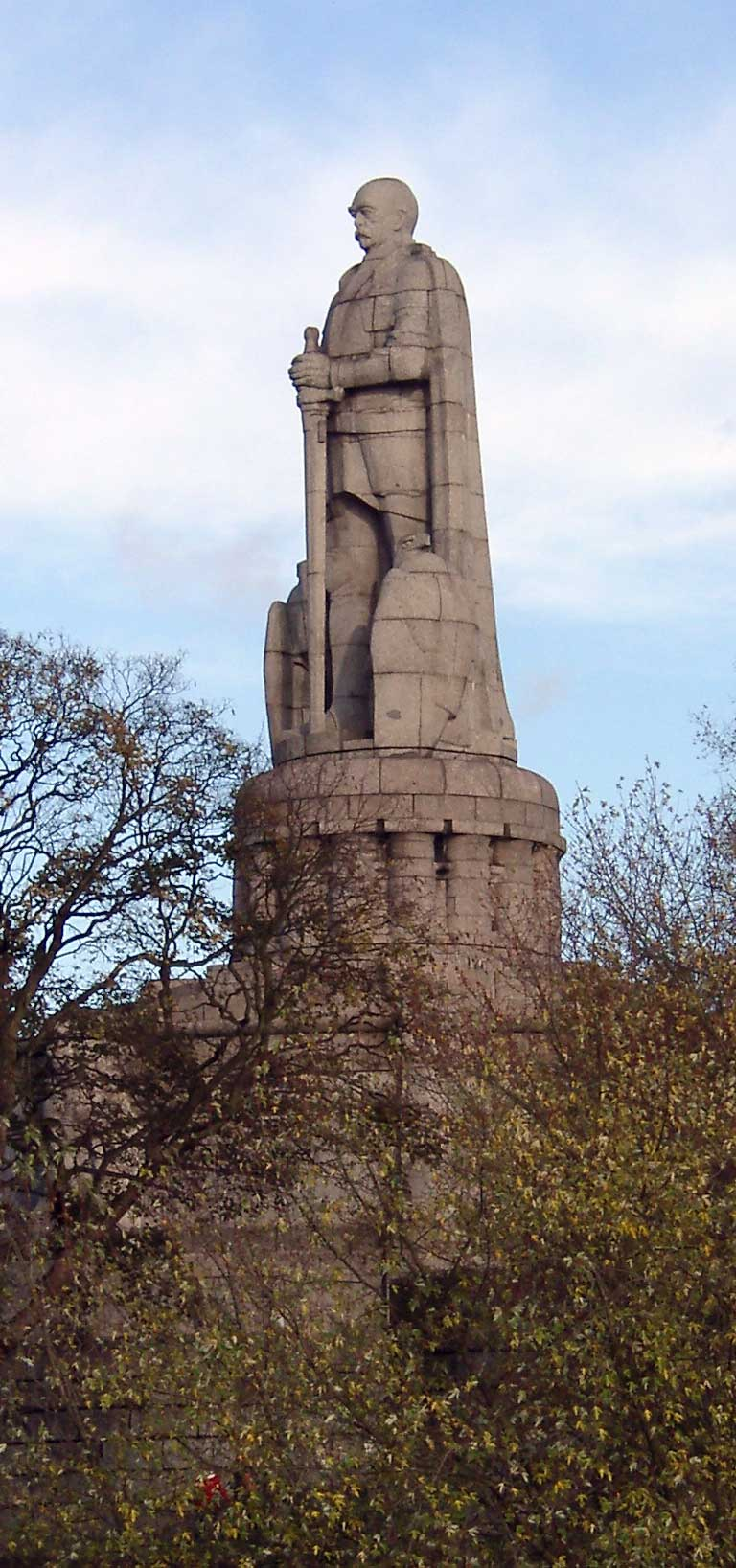
تمثال بسمارك في هامبورغ

## رئيس وزراء بروسيا
توج الأمير فيلهلم الوصي على العرش، ملكا على بروسيا ولقب ب «الملك فيلهلم الأول» بعد وفاة أخيه في عام 1861. وكان الملك الجديد في خلاف متزايد مع المجلس البروسي الليبرالي، وقد تفاقمت الأزمة في عام 1862 إثر رفض المجلس الموافقة على ميزانية إعادة تنظيم الجيش. لم يستطع وزراء الملك إقناع النواب بتمرير الميزانية، ولم يكن الملك على استعداد لإعطاء تنازلات. آمن فيلهلم بأن بسمارك هو الشخص الوحيد الذي يستطيع معالجة الأزمة. وحين أجمع مجلس النواب في سبتمبر 1862على رفض الميزانية المقدمة، قرر فيلهلم استدعاء بسمارك إلى بروسيا بناء على نصيحة من رون. وفي الثالث والعشرين من سبتمبر 1862 عين فيلهلم بسمارك رئيسا للوزراء ووزيرا للخارجية.
كان بسمارك عازما على المحافظة على هيبة الملك بإنهائه الخلاف حول الميزانية لصالح الملك، حتى لو اضطر إلى استخدام وسائل غير دستورية. وكانت وجهة نظره ان الدستور لم يفصل في حالة ما إذا فشل النواب في إقرار الميزانية، وعليه فإن ميزانية العام الماضي تظل سارية. وعليه فبناء على ميزانية عام 1861 فإن جمع الضرائب سيستمر لأربعة سنوات.
وتصعدت حدة الخلاف بين المجلس وبسمارك في السنوات التالية. ففي عام 1863 أصدر مجلس النواب قرارا يقولون فيه بعدم شرعية بقاء بسمارك في منصبه، وفي المقابل رد الملك بحل المجلس متهما إياه بمحاولة السيطرة الغير دستورية على الوزارة. ثم قرر بسمارك فرض الرقابة على الصحافة، وقد لقي هذا القرار معارضة علنية من ولي العهد الأمير فريدريش فيلهلم (الذي أصبح فيما بعد الملك فريدريش الثالث). وبرغم الانتقادات العديدة ظل بسمارك سياسيا عديم الشعبية. وقد سقط مؤيدوه في انتخابات أكتوبر 1863, التي فاز فيها الائتلاف الليبرالي (الذي يقوده حزب التقدم) بأكثر من ثلثي مقاعد المجلس. وقد طالب المجلس مرارا الملك فيلهلم الأول بإقالة بسمارك، إلا ان الملك ظل على تأييده له، خوفا منه بان يحل محل وزارة بسمارك وزارة ليبرالية.

### هزيمة الدنمارك
قبل ستينيات القرن التاسع عشر، كانت ألمانيا تتألف من عدد كبير من الإمارات والولايات التي كانت مرتبطة ببعضها البعض كأعضاء في الاتحاد الألماني. وكان أكبر أعضاء الاتحاد الألماني مملكة بروسيا، والإمبراطورية النمساوية. قرر بسمارك حينها استخدام كل من الدبلوماسية والعسكرية البروسية لتحقيق الوحدة، واستثنى النمسا من الاتحاد لرغبته في أن تكون بروسيا هي أقوى الأعضاء واكثرهم نفوذا في الدولة الألمانية الموحدة الجديدة.
واجه بسمارك أزمة دبلوماسية حين مات فردرك السابع ملك الدنمارك في نوفمبر عام 1863. فقد نشأ نزاع حول تبعية دوقيتي شلسفيغ وهولشتاين بين ملك الدنمارك الجديد كرستيان التاسع، وبين فريدريش فون أوْجوستنبورج (وهو دوق ألماني). وكان الرأى العام البروسي يؤيد تبعية الدوقيتين للدوق الألماني. غير أن بسمارك اتخذ خطوة غير شعبية بإصراره على تبعية الدوقيتين للدنمارك بموجب بروتوكول لندن الموقع قبل عشر سنوات. غير أنه عاد فأعلن رفضه لضم الدنمارك للدوقيتين. وبدعم من النمسا أرسل قراره النهائي إلى كريستيان بضرورة إعادة الدوقيتين إلى الوضع الذي كانت عليه من قبل. وحين رفضت الدنمارك القرار، قررت مملكة بروسيا والإمبراطورية النمساوية شن الحرب على الدنمارك وعرفت الحرب باسم حرب شلسفيغ الثانية، وأجبرت الدنمارك على التنازل عن كلتا الدوقيتين. وفي الأساس فقد اقترح أن يقرر مجلس الاتحاد الألماني (الذي يمثل كل الإمارات الألمانية) بشأن مصير الدوقيتين. ولكن قبل أن يحدث هذا أقنع بسمارك النمسا بالموافقة على معاهدة «جاستاين». وبموجب هذه الاتفاقية الموقعة في 20 أغسطس 1865، تذهب شلزويج إلى بروسيا وتذهب هولشتاين إلى النمسا. وفي هذا العام منح بسمارك لقب «أمير فون بسمارك - شونهاوْزن».

### هزيمة النمسا
لكن في سنة 1866 خالفت الإمبراطورية النمساوية الاتفاق السابق وذلك بمطالبتها بأن يقرر المجلس مصير شلزويج وهولشتاين. فاستغل بسمارك ذلك ذريعة لبدء حرب ضد الإمبراطورية النمساوية، باتهام النمساويين بأنهم أخلوا باتفاقية جاستاين. وأرسل بسمارك القوات البروسية لاحتلال هولشتاين. وسرعان ما طلبت الإمبراطورية النمساوية مساعدة باقي الإمارات الألمانية، التي لبت هذا الطلب وخاضت الحرب البروسية النمساوية. وبفضل إعادة تنظيم الجيش البروسي الذي قام به ألبرخت فون رون وعبقرية هيلموت فون مولتكه، فإن قوة الجيش البروسي كانت تضاهي قوة الجيش النمساوي. وقد شكل بسمارك حلفا سريا مع مملكة إيطاليا، التي كانت تطمع في السيطرة على البندقية التي كانت خاضعة للسيطرة النمساوية. وبدخول إيطاليا الحرب اضطرت الإمبراطورية النمساوية إلى تقسيم قواتها، لمواجهة الجيش البروسي من جهة، والجيش الإيطالي من جهة أخرى. في هذه الأثناء، مع بداية الحرب حاول أحد المتطرفين الألمان ويدعى فرديناند كوهين بلايند اغتيال بسمارك في برلين، فأطلق عليه النار خمس مرات من مسافة قريبة. وأصيب بسمارك بإصابات طفيفة. وفي وقت لاحق إنتحر فرديناند كوهين بلايند في زنزانته.
استمرت الحرب سبعة أسابيع. ووصف البروسيين الحرب بأنها «حرب خاطفة»، وهو مصطلح استخدم أيضًا في عام 1939. وكان لدى الإمبراطورية النمساوية جيش قوي وكانت متحالفة مع معظم ولايات ألمانيا الشمالية وجميع الولايات الألمانية الجنوبية. ومع ذلك فازت مملكة بروسيا في معركة سدوا الحاسمة. وأراد الملك وجنرالاته غزو بوهيميا والمضي قدمًا إلى فيينا، إلا أن بسمارك قَلِق من أن يتغير الحظ العسكري البروسي أو أن تتدخل فرنسا إلى جانب الإمبراطورية النمساوية، فاستعان بسمارك بولي العهد الذي عارض الحرب وحاول ثني والده بعد عدة اجتماعات عن الحرب. أصر بسمارك حينها على «السلام الناعم» دون أي ضم أو استعراض للنصر حتى يتمكن من استعادة العلاقات الودية مع الإمبراطورية النمساوية بسرعة.
هزمت بروسيا النمسا وحلفائها هزيمة ساحقة في معركة سدوا. ونتيجة لصلح براغ الذي عقد في عام 1866، فقد حل الاتحاد الألماني، وضمت بروسيا إليها شلزويج وهولشتاين وفرانكفورت وهانوفر وهسن وكاسل وناساوْ، وتعهدت النمسا بعدم التدخل في الشؤون الداخلية الألمانية. ولتعزيز السيطرة البروسية، فقد ضَمت بروسيا إمارت شمال ألمانيا الأخرى لتكوين ما سمي «بالاتحاد الألماني الشمالي» في سنة 1867، وكان يحكم الاتحاد دستور صاغه بشكل كبير بسمارك. وتوضع السلطة التنفيذية بيد الرئيس، ويكون التعيين في منصب الرئيس بالوراثة وتكون حكرًا لملوك بروسيا، ويكون للرئيس مساعد يطلق عليه لقب «المستشار» ويكون المستشار مسؤول فقط أمام الرئيس. أما السلطة التشريعية فتكون بيد الرايخستاغ وهي هيئة منتخبة شعبيًا، والبوندسرات وهي هيئة استشارية تمثل الولايات الألمانية. وكان البوندسرات من الناحية العملية أقوى مجلس. وترأس الاتحاد فيلهلم الأول وشغل بسمارك فيه منصب المستشار. ومع أن مملكة بروسيا كانت أكبر الولايات الألمانية في الاتحاد إلا انها لم تكن تملك إلا 17 مقعدًا من أصل 43 مقعدًا في البوندسرات، ولكن بسمارك كان بإمكانه التحكم بسهولة في أي إجراء في المجلس من خلال عقد تحالفات مع الولايات الألمانية الصغرى مثل ساكسونيا وهسن وكاسل وهانوفر من خلال إغرائها بالوعود مثل الحماية من الغزو الأجنبي والقوانين التجارية العادلة. ومنذ هذه النقطة بدأ ما يسميه المؤرخون «بؤس النمسا»، والتي شكلت فيه الإمبراطورية النمساوية دولة ضئيلة بالنسبة لجارتها المتفوقة ألمانيا، وظلت هذه العلاقة بين الإمبراطورية النمساوية وألمانيا حتى نهاية الحرب العالمية الاولى.
أكسب النصر العسكري دعما سياسيا ضخما لبسمارك في بروسيا. ففي انتخابات مجلس النواب في سنة 1866 تكبد الليبراليون خسارة فادحة، حيث خسروا أغلبيتهم الكبيرة. وكان البرلمان الجديد المكون في أغلبيته من المحافظين يمثل ظلا لبسمارك، فقد وافق بطلب منه على الميزانية التي رفضت في الأعوام الأربع السابقة، ونفذت رغم ذلك. ومنذ ذلك الوقت وبسمارك يعتبر واحدا من أبرز السياسيين في التاريخ.
وبعد حرب سنة 1866 ضم بسمارك مملكة هانوفر التي تحالفت مع النمسا ضد بروسيا. وقد سعى الملك المعزول جورج الرابع ملك هانوفر إلى التوصل إلى اتفاق يمنحه الحق بالاحتفاظ بنصف ممتلكات التاج، ويكون النصف الآخر ملك للدولة ثم يتحول إلى مكتسبات وطنية. لكن بسمارك اتهمه بالتخطيط للانقلاب ضد الدولة وقلص نصيبه من ممتلكات التاج إلى 16 من المائة، وكان ذلك في ربيع عام 1868. وقد استخدم بسمارك هذا المال لإنشاء صندوق سري (عرف بصندوق المخبرين الوقحين)، والذي استخدمه لرشوة الصحفيين ولتشويه سمعة خصومه السياسيين. واستخدم هذه الأموال في عام 1870 لكسب تأييد الملك لودفيك الثاني ملك بافاريا لجعل فيلهلم الأول إمبراطورا لألمانيا. واستخدم بسمارك هذه الأموال أيضا لزرع المخبرين داخل حاشية قصر ولي العهد الأمير فريدريش والأميرة فيكتوريا، وفي بث الأخبار الملفقة في الصحف التي تتهم الاثنين بأنهما عميلين بريطانيين يشيان بأخبار الدولة إلى الحكومة البريطانية. وكان فريدريش وفيكتوريا معجبان بالأمير ألبرت أمير ساكسكوبورج وجوتا، وكان يخططان للحكم كرفيفين مثل ألبرت والملكة فيكتوريا، ولإعادة تنظيم السلطة التنفيذية التي كان بسمارك يهدف للسيطرة عليها. وكان مكتب المستشار المسئول أمام الملك سيستبدل بوزارة على الطريقة البريطانية، مكونة من وزراء يكونون مسؤولين أمام الرايخستاج. وكانت سياسة الحكومة ستكون معتمده على إجماع الوزراء.
وفيما بعد حين اعتلى فيلهلم الثاني العرش خطط بسمارك لتشويه سمعة والديه لفصله عنهما، ولوضعه تحت سيطرته. وكان ينوي استخدامه كسلاح ضد والديه لكي يحتفظ بقوته الخاصة. كما كان بسمارك سيدرب فيلهلم ليتمرد عليهما وسيعلمه أن يكون عاصيا لهما. ونتيجة لذلك نشأت علاقة غير طبيعية لفيلهلم مع والده وخاصة مع أمه.
وفي سنة 1892 بعد عزل بسمارك، أوقف القيصر فيلهلم الثاني هذا الصندوق وفساده بالتخلي عن دفع الرواتب الإضافية في الميزانية الرسمية.

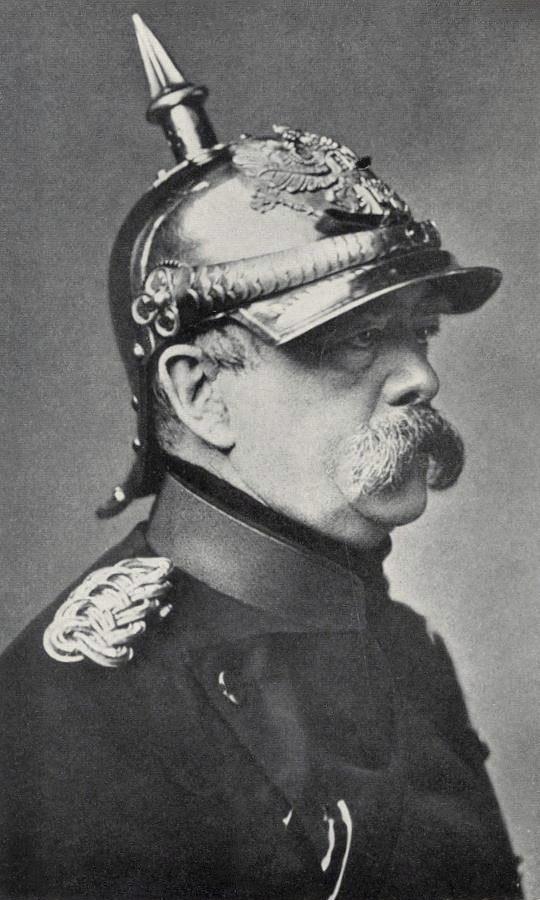
بسمارك بخوذة البيكلهاوبه

### الحرب الفرنسية البروسية
أدى فوز مملكة بروسيا على الإمبراطورية النمساوية إلى زيادة التوتر القائم مع الإمبراطورية الفرنسية. وكان إمبراطور فرنسا نابليون الثالث يرغب بزيادة رقعة الإمبراطورية الفرنسية على الأراضي البلجيكية وعلى الضفة اليسرى لنهر الراين، كتعويض عن عدم الانضمام للحرب ضد بروسيا وخيبة أمله من النتيجة السريعة والمفاجئة للحرب. وادعى السياسي المعارض أدولف تيير أن فرنسا وليس النمسا هي التي هُزمت حقًا في الحرب النمساوية البروسية. وفي نفس الوقت كان بسمارك يرغب في الدخول في حرب مع الإمبراطورية الفرنسية، رغم أنه كان يخشى الفرنسيين لعدة أسباب، منها أنه كان يخشى أن تدخل الإمبراطورية النمساوية المتعطشة للثأر إلى جانب الفرنسيين في الحرب. كذلك خَشِي أن تدخل روسيا القيصرية الحرب إلى جانب الإمبراطورية الفرنسية من أجل الحفاظ على توازن القوى الأوروبي. ومع ذلك كان بسمارك يؤمن أنه إذا إعتدت الإمبراطورية الفرنسية على بروسيا وظهرت بمظهر المعتدي فإن الولايات الألمانية الصغيرة سوف تتحد مع بروسيا. ولتحقيق ذلك قام بالترويج لمؤامرات حول رغبة نابليون الثالث بالتوسع على حساب لوكسمبورغ أو بلجيكا. ولكن المؤامرات التي تم الترويج لها لم تتحقق ولم تقم الإمبراطورية الفرنسية بايٍ منها، ولكنها أظهرت الإمبراطورية الفرنسية بمظهر الدولة الجشعة وغير الجديرة بالثقة.
في عام 1868، حدثت الثورة المجيدة في إسبانيا والتي نتج عنها خلع الملكة إيزابيلا الثانية وأصبح العرش الإسباني شاغر فبدأت الدول الأوروبية إلى الشروع في عملية ترشيح وتنصيب ملك لإسبانيا وبدأت الدول مشاورات لاختيار مرشحيها فتم ترشيح ملك البرتغال فيرديناد الثاني، وكذلك الأمير الألماني ليوبولد ابن عم ملك بروسيا فيلهلم الأول وهم كذلك من عائلة ألمانية حاكمة واحدة يطلق عليها آل هوهنتسولرن. وفي عام 1870، ظهرت ذريعة مناسبة للحرب عندما عُرض العرش الإسباني الشاغر على الأمير الألماني ليوبولد. فاحتج الفرنسيون بشدة على ممالاة الألمان بهذا الاختيار وأيضا حفاظا على نفوذها القوي في إسبانيا من أي تأثير من جهة بروسيا، فعاد البروسيون في قرارهم وتخلوا عن ترشيح الأمير بعد ضغط دبلوماسي فرنسي قاده السفير الفرنسي فينسنت بيندتي رغبة من نفسه في حل القضية من دون إثارة حرب مع فرنسا، لكن رغم ذلك، تعسف الفرنسيون بعد رضوخ البروسيين لهم وأرادوا ضمانة بألا يتم تولية أمير من آل هوهنتسولرن على إسبانيا مطلقا وبُعث وزير الخارجية الفرنسي أنطونيو غرامونت لهذا الغرض. قوبل الطلب الفرنسي برفض من الملك البروسي فيلهلم الأول. وبعد كل ما حدث وجد بسمارك أن الوقت قد حان لتنفيذ مخططه وقام بحكم قربه من مسرح الأحداث بنشر ملخص معدل ومنقح استفزازي شديد الإهانة حول مادار في الاجتماعات والمداولات البروسية الفرنسية في الغرف المغلقة ونجح بسمارك في استفزاز الفرنسيين. ويرى الكثير من المؤرخين أن هذا الملخص الذي نشرة بسمارك لعب دور ثانوي في إشعال الحرب ولم يكن سبب رئيسي. كتب بسمارك في مذكراته بأن الحرب الفرنسية البروسية يجب أن تحدث قبل أن يتم بناء ألمانيا الموحدة. كذلك كتب بأن الجيش الفرنسي ضعيف وسيكون مصير فرنسا الخسارة إذا دخلت وحدها في حرب ضد بروسيا. كذلك بسمارك كان يرى أن أقوى نقطة لصالح بروسيا هي أن فرنسا لن تجد لها حليف يدخل بجانبها الحرب بسبب أن انتصار فرنسا على بروسيا سيهدد ميزان القوى وستصبح فرنسا خطر على الجميع بعكس بروسيا."
حشدت فرنسا قواتها وأعلنت الحرب في 19 يوليو أي بعد خمسة أيام. فبدت بمظهر المعتدي أمام الأمراء والملوك الألمان، فاندفعوا بنداء الوطنية والقومية إلى الاتحاد والتحالف مع بروسيا. وقدموا قوات لدعم الجيش البروسي. كذلك شارك أبناء بسمارك في الحرب كضباط في سلاح الفرسان البروسي. وكانت الحرب الفرنسية البروسية في 1870 نصرا كبيرا لبروسيا. وتوالت انتصارات الجيش الألماني بقيادة هيلموت فون مولتكه انتصارا بعد انتصار. ووقعت المعارك الرئيسية في شهر واحد بين 7 أغسطس و1 سبتمبر، وهزمت فرنسا فيها كلها. لم تستمر الحرب طويلا، إذ أن الجيش الفرنسي كان في حالة يرثى لها، وغير متأهب للقتال، وأسلحته قديمة نسبياً مقارنة مع الأسلحة البروسية الجديثة بالإضافة إلى الكفاءة العالية للجنود البروسيين، وخلال أسابيع قليلة نجح الجيش البروسي في محاصرة الجيش الفرنسي فيما يعرف بحصار ميتز، فتحرك نابليون الثالث لنجدته، فاندلعت معركة سيدان التي انتهت بهزيمة الجيش الفرنسي، وتم أسر نابليون الثالث ونقله لبروسيا. وبعد أن علم الفرنسيون بان نابليون الثالث أسر في المعركة وان جميع القوات الفرنسية أسرت وان الطريق أصبح مفتوحاً إلى باريس، قام الفرنسييون باسقاط نظام الإمبراطورية الفرنسية وتأسيس الجمهورية الفرنسية وتشكيل حكومة الدفاع الوطني الفرنسية. وفي 19 سبتمبر، وصل الألمان إلى باريس وحاصروا المدينة واستمر الحصار لأكثر من أربعة أشهر. وفي 5 يناير، بدأت الجيش البروسي في قصف المدينة، واستسلمت باريس في 28 يناير واضعةً بذلك نهاية للحرب. وأمضى نابليون فترة قصيرة بالسجن في ألمانيا في حالة احتياج بسمارك إليه لرئاسة النظام الفرنسي، ثم نفي لإنكلترا التي عاش وبقي فيها حتى مات. وأبرز ما ميز هذه الحرب هو التنظيم البارع على الجانب البروسي والاضطراب الكبير على الجانب الفرنسي. وفي النهاية اضطرت فرنسا إلى التنازل عن الإلزاس وجزء من اللورين، لأن هيلموت فون مولتكه وجنرالاته كانوا يصرون على وضع فرنسا موضع الدفاع. وقد عارض بسمارك هذا الضم لأنه لم يكن يريد أن يجعل من فرنسا عدوا دائما. يُذكر أنه في عام 1889 غنّى بسمارك أغنية لامارسييز وهو يسجيل صوته في جهاز فونوغراف وتعتبر لامارسييز النشيد الوطني للجمهورية الفرنسية وقد كُتبت في عهد الثورة الفرنسية، وقام بهذا التصرف للاستهزاء بالفرنسيين.

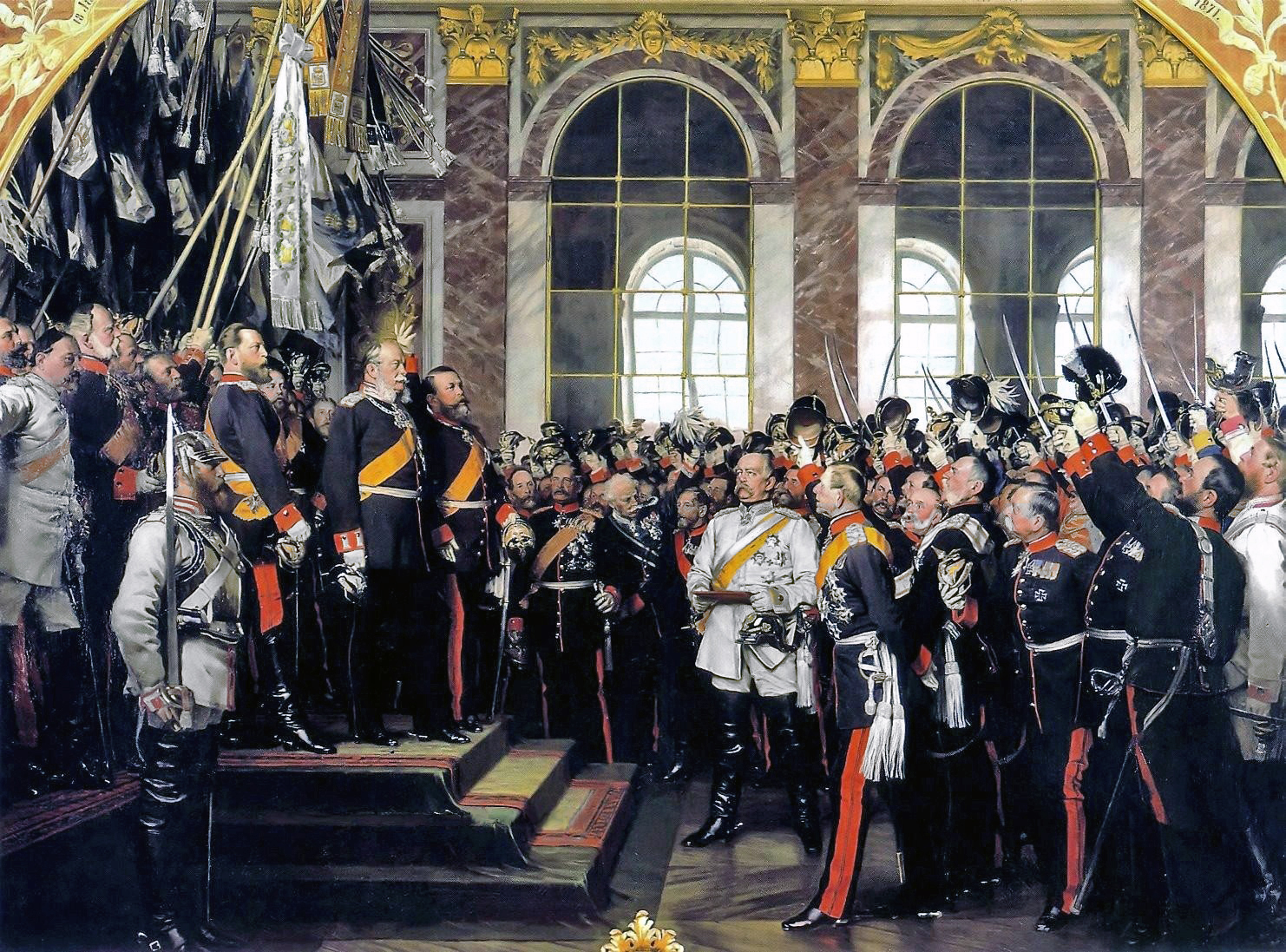
حفل تتويج فيلهلم الأول إمبراطورا لألمانيا الموحدة

### توحيد ألمانيا
وبعد انتهاء الحرب تحرك بسمارك لتأمين الطريق نحو اتحاد ألمانيا. فتفاوض مع ممثلين عن الولايات الألمانية الجنوبية، عارضا تنازلات خاصة لضمان موافقتهم على الاتحاد. ونجحت المفاوضات، فأعلن الملك فيلهلم الأول إمبراطورا لألمانيا في الثامن عشر من يناير سنة 1871 في قاعة المرايا في قصر فرساي (للإمعان في إهانة فرنسا). وكانت الإمبراطورية الجديدة اتحادية تتكون من 25 ولاية (بما فيها الممالك والدوقيات الكبيرة والدوقيات والإمارت والمدن الحرة) والتي احتفظ كل منها ببعض السلطة. ولم يكن ملك بروسيا، كإمبراطور لألمانيا حاكما مطلقا على بقية ألمانيا بل كان كما أطلق عليه «الأول بين متناظرين». ولكنه كان يرأس البوندستاج الذي يجتمع لمناقشة السياسة المقدمة من المستشار (الذي يعينه الرئيس الذي هو الإمبراطور).
وفي سنواته الأخيرة ادعى بسمارك أن حروب بروسيا ضد النمسا وفرنسا إنما نشبت عن طريق تلاعبه بالإمارات المحيطة وفقا لخطته الكبيرة. وكانت هذه الرؤية مقبولة بين المعاصرين والمؤرخين حتى عقد الخمسينيات من القرن العشرين. وبالرغم من ذلك فقد بنيت هذه الرؤية على مذكرات بسمارك التي كتبها بعد عزله، والتي يضع نفسه فيها في مقدمة الأحداث. غير أن فكرة سيطرة وتحكم بسمارك في الأحداث الكبرى قد شكك فيها بعض المؤرخين ومن بينهم الجدلي أ. تايلور، التي خالف كل التفسيرات السابقة عليه بقوله أن بسمارك كان «قائدا هشا ذا سيطرة ضئيلة على الأحداث». ويرى كذلك أن موهبة بسمارك الكبرى كسياسي هي موهبته في طريقة ردود أفعاله على الأحداث حين وقوعها، وتحويلها إلى ميزة في صالحه.

## مستشار الإمبراطورية الألمانية

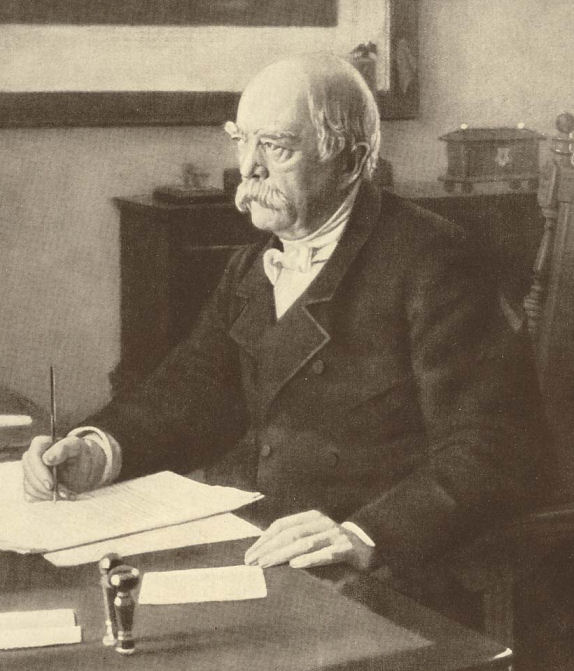
بسمارك مستشارا لألمانيا

في عام 1871 منح بسمارك لقب «أمير فون بسمارك». وعين في نفس السنة مستشارا للإمبراطورية الألمانية الناشئة، بجانب احتفاظه بمناصبه في مملكة بروسيا كرئيس للوزراء ووزير للخارجية. وبذلك فقد كان بسمارك على درجة عالية من النفوذ والسيطرة على الشئون الداخلية والخارجية لألمانيا. وقد حدث في عام 1873 أن عزل بسمارك عن منصب رئيس الوزراء وعين مكانه ألبريشت فون رون، غير أن ذلك لم يدم طويلا فما لبث فون رون أن استقال لأسباب مرضية. وعاد بسمارك مرة أخرى ليكون رئيس للوزراء في بروسيا.
في السنوات التالية كانت أحد أهم أهداف بسمارك داخليا هو الحد من تأثير الكنيسة الكاثوليكية في ألمانيا. وربما كان ذلك بسبب خوف بسمارك من تأثير البابوات على المسيحيين الكاثوليك الألمان واستخدامهم لفكرة عصمتهم في تحريك أتباعهم وجهة سياسية معينة، وخلق عدم استقرار عن طريق دق أسافين بين الكاثوليك والبروتستانت.
وقد حاول بسمارك دون نجاح أن يتوصل إلى تفاهم مع الحكومات الأوروبية الأخرى حين كانت هناك انتخابات بابوية جديدة في الفاتيكان. فالحكومات الأوروبية كانت ستوافق على مرشحين غير مناسبين، وسيدفعون كاردينالاتهم إلى اختيار بابا جديد غير مؤمن بفكرة التعايش بين الكاثوليك والبروتستانت في أوروبا. وكانت بروسيا فيما عدا منطقة الراين أغلبيتها من البروتستانت، لكن كان هناك الكثير من الكاثوليك يسكنون في الولايات الجنوبية وخصوصا بافاريا. وبوجه عام فقد كان ثلث الألمان من الكاثوليك. وكان بسمارك يعتقد أن الكنيسة الكاثوليكية تحوز سلطة سياسية أكبر مما ينبغي، وكان قلقا أيضا من تكوين الحزب المركزي الكاثوليكي (وقد حدث هذا في سنة 1870).
وعلى هذا فقد بدأت حملة معادية للكاثوليكية معروفة باسم «الحرب الثقافية». فألغي القسم الكاثوليكي لوزارة الثقافة البروسية. وطرد اليسوعيون من ألمانيا في سنة 1872. وقام بسمارك بدعم اللوثرية والكنائس المعادية للكاثوليكية الرومانية القديمة. وسنت في سنة 1873 قوانين عديدة معادية للكاثوليكية الرومانية، فسمحت للحكومة الإشراف على تعليم رجال الدين الكاثوليك الرومان، وقللت من السلطات التأديبية للكنيسة. واشترطت مراسم مدنية لحفلات الزواج، التي تؤدى في الكنائس. لكن هذه الكنائس زادت من قوة الحزب المركزي الكاثوليكي، وتخلى بسمارك عن حملة «الحرب الثقافية» في عام 1878. ومات البابا بيوس في نفس العام وحل محله البابا ليو الثالث عشر الذي كان أكثر واقعية من سلفه.
وخرج بسمارك من هذه الحملة بكسب حليف جديد هو حزب الأحرار الوطني العلماني، الذي أصبح حليفا رئيسيا له في الرايخستاج. لكن في عام 1873 دخلت ألمانيا ومعظم دول أوروبا فترة «الكساد الطويل» حين انهارت سوق الأوراق المالية في فيينا، وعرفت هذه الأزمة بأزمة المؤسسين Gründerkrise. وهو الكساد الذي ضرب الاقتصاد الألماني للمرة الأولى منذ التنمية الصناعية الواسعة في الخمسينات بعد ثورة عام 1848.
ولمساعدة الصناعات المتعثرة أصدر بسمارك قرارات بإلغاء التجارة الحرة وفرض تعريفات وقائية، أضعفت الأحرار الوطنيين الذين كانوا ينادون بالتجارة الحرة والذين كان بسمارك يدعمهم منذ حملة «الحرب الثقافية». وهكذا انتهت الصلة بين بسمارك وبين الأحرار الوطنيين في سنة 1879 تقريبا. وعاد بسمارك لطلب الدعم وإنشاء الصلات مع القوى المحافظة ومن بينها الحزب المركزي الكاثوليكي.
وللحيلولة دون وقوع مشاكل عنصرية بين الأقليات المختلفة مثل المجريين والنمساويين والفرنسيين، شرع بسمارك في محاولة «ألمنة» هؤلاء الذين كانوا يقطنون المناطق الحدودية الألمانية، مثل الدنماركيين في الشمال والفرنسيين في الإلزاس واللورين والبولنديين في الشرق.
ونهج بسمارك تجاه البولنديين سياسة عدائية مما ساعد ازدياد الإحساس بالتمييز القومي بين البولنديين والألمان، مما أدى إلى توتر العلاقة النفسية بينهم. وكانت فكرة بسمارك في هذا هو اعتقاده بأن الوجود البولندي في ألمانيا يمثل تهديدا للدولة الألمانية الوليدة.
وكانت من الأمور التي تثير قلق بسمارك هو ازدياد شعبية الحركة الاشتراكية في ألمانيا وانتشار أنصارها. فقرر في عام 1878 سن قوانين مناهضة الاشتراكيين. فمنعت التنظيمات والاجتماعات الاشتراكية، كما اعتقل الاشتراكيين وحوكموا في محاكم بوليسية. لكن على الرغم من ذلك فقد استمرت شعبية الاشتركيين بالتزايد، فنجحوا في الفوز بمقاعد لا بأس بها في الرايخستاج، حين رشحوا أنفسهم مرشحين مستقلين غير معلنين تبعيتهم لأي حزب، وهو ما كان يسمح به الدستور الألماني وقت ذاك.
فاتجه بسمارك إلى استخدام مبدأ «حارب عدوك بسلاحه»، فشرع في التحول إلى الاشتراكية لمحاولة استرضاء الشعب وكسب تأييد الطبقة العاملة التي تمثل أغلبية الشعب الألماني. فشرع في سن قوانين تهدف إلى الإصلاح الاجتماعي، والتي تعتبر أولى القوانين الاشتراكية في أوروبا. ومن تلك القوانين التأمين الصحي على العمال في سنة 1883, التي تنص على أن يدفع العامل ثلثي مبلغ التأمين ورب العمل الثلث الباقي. ثم أضيفت قوانين التأمين ضد الحوادث في سنة 1884 ومعاشات التقاعد والتأمين ضد العجز الجسدي عن العمل في سنة 1889. كما حددت القوانين شروط عمل النساء والأطفال ونظمته إلى حد كبير. وبرغم هذه القوانين إلا أن الطبقة العاملة بقيت غير راضية عن حكومة بسمارك المحافظة.

## السياسة الخارجية
كرس بسمارك جهوده السياسية للإبقاء على استقرار أوروبا السياسي، لضمان عدم تهديد بروسيا من أي قوة كانت. ولأنه أجبر على إبقاء روح التنافس والانتقام مع فرنسا منذ الحرب الأخيرة بينهما (الحرب الفرنسية البروسية)، فقد عمل على تنفيذ سياسة تهدف إلى عزل فرنسا سياسيا، بينما أبقى على العلاقات الودية بين بروسيا وبقية الدول والممالك الأوروبية. ولتجنب الدخول مع المملكة المتحدة في تنافس على السيطرة فقد تنازل عن الطموح نحو إمبراطورية استعمارية ورفض توسيع الأسطول والجيش الألماني. وفي سنة 1872 عرض الصداقة على الإمبراطورية النمساوية المجرية وكذلك على روسيا، اللتين انضم إمبراطوراهما إلى فيلهلم الثاني في تحالف عرف بتحالف الأباطرة الثلاث Dreikaiserbund. كما حافظ بسمارك على علاقات جيدة مع إيطاليا.

### روسيا
لكن بعد انتصار روسيا على الإمبراطورية العثمانية في الحرب الروسية العثمانية (1877- 1878), قام بسمارك في الاشتراك في المفاوضات التي جرت في مؤتمر برلين عام 1878, وقد أثمرت المفاوضات عن معاهدة برلين التي قللت من المزايا التي اكتسبتها روسيا في جنوب شرق أوروبا. عارض بسمارك وزعماء أوروبيون آخرون نمو النفوذ الروسي، وحاولوا لذلك حماية الإمبراطورية العثمانية وإقامة علاقات أكثر ودا معها. ونتيجة لذلك فقد أصاب العلاقة بين روسيا وألمانيا شرخ كبير. وقد اتهم الأمير الروسي جورتشاكوف بسمارك بالتقليل من هيبة الأمة الروسية. وقد ازداد الشرخ بينهما اتساعا بسبب السياسات الوقائية الألمانية.
وحين حلت حلف الأباطرة الثلاث، حاول بسمارك إنشاء تحالف ثنائي مع النمسا والمجر. وقد أصبح الحلف ثلاثيا بانضمام إيطاليا. وباءت كل محاولات الصلح بين ألمانيا وروسيا بالفشل.

### الإستعمار
في بادئ الأمر كان بسمارك معارضا لفكرة التوسع الاستعماري، محتجا بفكرة أن تكاليف احتلال مستعمرة والدفاع عنها ستتجاوز فوائدها. غير أن الرأي العام في أواخر عقد السبعينيات من القرن التاسع عشر كان مع الحصول على مستعمرات وأراض جديدة. في الوقت الذي تسابقت فيه الدول الأوروبية في الحصول على مستعمرات جديدة (فيما عرف بفترة الإمبريالية الجديدة). وخلال أوائل الثمانينيات انضمت ألمانيا إلى الدول الأوروبية المتنافسة على الوجود الاستعماري في أفريقيا. وكانت من بين المستعمرات الألمانية في أفريقيا: توغولاند (وهي حاليا جزء غانا وتوغو)، والكاميرون وأفريقيا الشرقية الألمانية (حاليا رواندا وبوروندي وتنزانيا)، وجنوب غرب أفريقيا الألمانية (حاليا ناميبيا). وفي مؤتمر برلين (1884-1885) اتفقت الدول المؤتمرة على وضع عدة قواعد لتنظيم الاستعمار في أفريقيا، واتفق على أن تكون هناك منطقة تجارة حرة في أجزاء معينة من منطقة حوض الكونغو. كما حصلت ألمانيا على مستعمرات تطل على المحيط الهادئ، مثل غينيا الجديدة الألمانية.

### تجنب الحرب
وخلال الأزمة البلغارية ألقى بسمارك خطابا في الرايخستاج حول أخطار حرب أوروبية. وحذر من أن احتمالية أن تحارب ألمانيا على جبهتين، وتحدث عن رغبته في السلام ثم عرض الأزمة في البلقان ووصف الحرب المحتملة بالعقيمة: بلغاريا، هذا البلد الصغير الواقع بين نهر الدانوب والبلقان، بعيد عن أن يكون ذا أهمية كافية...ولأي سبب يتم الزج بأوربا من موسكو حتى جبال البرانس ومن بحر الشمال حتى باليرمو في أتون حرب لا يعلم مداها أحد. وفي نهاية الصراع يجب علينا ان نعلم بصدق لماذا بدأنا القتال.

## الاستقالة

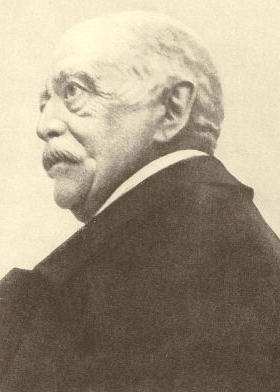
بسمارك في عيد ميلاده الثمانين (1 أبريل 1895)

في عام 1888 مات الإمبراطور الألماني فيلهلم الأول تاركا العرش لابنه فريدريش الثالث. لكن العاهل الجديد كان مصابا بالسرطان وقضى ثلاثة أشهر، وهي فترة حكمه، في صراع معه قبل أن يموت. فحل محله ابنه فيلهلم الثاني. وكان الإمبراطور الجديد معارضا لسياسة بسمارك الخارجية الحذرة والمترددة في التصرف. وكان يطمح نحو توسع سريع وقوي لحماية مكانة ألمانيا في العالم.
وسرعان ما أفسدت الخلافات بين فيلهلم الثاني ومستشاره جو العلاقة بينهما. وقد اعتقد بسمارك ان بإمكانه السيطرة على فيلهلم، فأبدى احتراما قليلا لسياساته في أواخر العقد الثامن. وقد حدث الشرخ النهائي بعد أن حاول بسمارك تنفيذ قوانين مكافحة الاشتراكيين في بداية عام 1890. وكانت الأغلبية البرلمانية المكونة من حزب المحافظين والحزب الليبرالي القومي على استعداد لتمديد مدة العمل بالقانون.
ولكن الخلاف حدث بشأن سماح القانون لقوات الشرطة بنفي الاشتراكيين من بلداتهم، وهي سلطة كانت تستخدم لقمع الخصوم السياسيين. ورفض الحزب الليبرالي القومي الموافقة على هذا الجزء من القانون، في حين ساند المحافظون فقط القانون إذا تم تعديله، وهددوا بعدم الموافقة على القانون لأن بسمارك لم يمنح موافقته على تعديل القانون.
وحين استمر الجدل ازداد اهتمام فيلهلم بالقضايا الاشتراكية، وخاصة معاملة عمال المناجم الذين أعلنوا إضرابهم في عام 1889, واستمر في تنفيذ سياسته النشطة في الحكومة، وكان دائما ما يقاطع بسمارك في المجلس لكي يوضح سياسته الاشتراكية. عارض بسمارك بحدة سياسة فيلهلم وعمل على تجاهلها. ورغم أن فيلهلم دعم قانون مكافحة الاشتراكيين المعدل، حاول بسمارك دفعه إلى عدم الموافقة على هذا التعديل كلية. ولكن حين لم تنجح حجج بسمارك في إقناع فيلهلم لم يستطع التحكم في أعصابه واندفع يفصح لفيلهلم رغبته في تأجيج الصراع مع الاشتراكيين، لكي يتخذ ذلك حجة للقضاء عليهم وتحطيمهم. فأجابه فيلهلم بأنه لا يريد بدء فترة حكمه بمعركة دموية ضد رعاياه. وحين أدرك بسمارك الحماقة التي ارتكبها حاول التوصل مع فيلهلم إلى حل وسط، فوافق على سياسته الاشتراكية تجاه عمال الصناعة، بل واقترح أيضا تكوين مجلس أوروبي لمناقشة ظروف العمل يرأسه الإمبراطور الألماني.
ورغم هذا فقد أدت سلسلة الأحداث إلى زيادة الهوة بين فيلهلم وبسمارك. وشعر بسمارك بكراهية الإمبراطور وعدم تقديره له وبمحاولة مستشارية تشويه صورته لديه، فرفض التوقيع مع فيلهلم على إعلان لحماية حقوق العمال، كما كان يشترط الدستور الألماني، وقد أظهر ذلك مدى استياء بسمارك من تدخل الإمبراطور المتزايد في سلطات بسمارك الغير محدودة. وقد عمل بسمارك من خلف الكواليس على تحطيم مجلس العمل العالمي الذي كان فيلهلم يعتز به أيما اعتزاز.
وكانت آخر فصول الخلاف حين حاول بسمارك تكوين أغلبية برلمانية جديدة، فصوتت كتلته بالموافقة على قانون الاشتراكيين. أما القوى الأخرى في الرايخستاج فكانت الحزب المركزي الكاثوليكي وحزب المحافظين. أراد بسمارك تشكيل تحالف جديد مع الحزب المركزي، ودعى لودفيج فيندهورست الزعيم البرلماني إلى مناقشة إمكانية التحالف بينهما. وكانت هذه آخر مناورات بسمارك السياسية. وغضب فيلهلم لدى سماعة خبر زيارة بسمارك لفيندهورست. في دولة برلمانية يمتلك رئيس الحكومة معتمدا على الثقة التي منحهته إياها الأغلبية البرلمانية في تكوين تحالفات سياسية لدعم قرارته. أما في ألمانيا فالمستشار كان معتمدا على ثقة الإمبراطور وحده، وكان فيلهلم يعتقد بأن لديه الحق في أن يتم إبلاغه بلقاء رئيس وزرائه قبل حدوثه. وهنا انفجر فيلهلم بالغضب بعد أن أدرك استهانة بسمارك به كإمبراطور.
وللمرة الأولى أجبر بسمارك على كتابة استقالته، شجب فيها تدخل فيلهلم في الشؤون الداخلية والخارجية، ولم تنشر هذه الاستقالة إلا بعد وفاة بسمارك. وهكذا سقط بسمارك ضحية لإمبراطور صنع هو إمبراطوريته بنفسه، وأدرك أن قرار العزل على وشك الصدور.
اضطر بسمارك إلى تقديم استقالته بعد إصرار فيلهلم الثاني في عام 1890, عن عمر يناهز الخامسة والسبعين، ليخلفه في مستشارية ألمانيا ورئاسة الوزراء في بروسيا ليو فون كابريفي. لقد طرح بسمارك مثل ورقة لعب، وأعطي لقبا جديدا وهو «دوق فون لاوْنبورج»، وبدأ فترة تقاعده الهادئة في ضيعته في فارتسين (الواقعة حاليا في بولندا). وانتقل بعد شهر من وفاة زوجته في 27 نوفمبر 1894 إلى فريدريشسروهه بالقرب من هامبورغ، منتظرا بلا جدوى خطاب استدعائه للخدمة مرة أخرى.
وبمجرد خروجه من السلطة بدأ المواطنون في تمجيده، فجمعوا الأموال لبناء النصب التذكارية تخليدا له. وقد كان شهرته الواسعة في ألمانيا، فسميت العديد من المباني باسمه، وألفت الكتب عنه وحققت نجاحا كبيرا، ورسمه الكثير من الرسامين ومن بينهم فرانتس فون لينباخ وألرز.

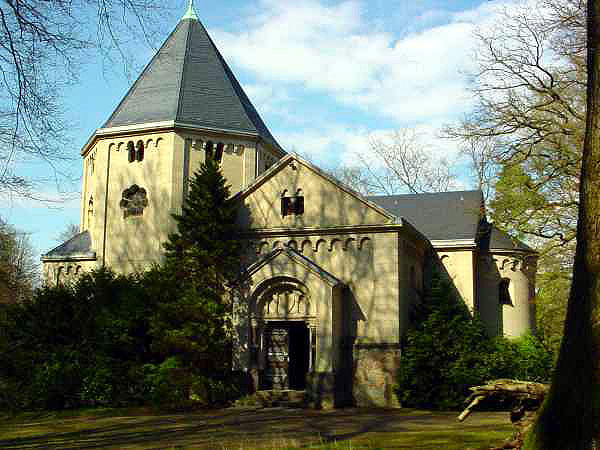
ضريح بسمارك

## النهاية
أنفق بسمارك سنواته الأخيرة في جمع مذكراته المعنونة «أفكار وذكريات». مات في 30 يوليو سنة 1898 عن عمر ناهز الثالثة والثمانين عاما في فريدريشسروهه، حيث دفن في ضريحه المسمى ضريح بسمارك. وقد نقش على شاهد قبره الرخامي «الخادم الألماني المخلص للقيصر فيلهلم الأول».

## روابط خارجية
- أوتو فون بسمارك على موقع IMDb (الإنجليزية)
- أوتو فون بسمارك على موقع الموسوعة البريطانية (الإنجليزية)
- أوتو فون بسمارك على موقع إن إن دي بي (الإنجليزية)